# Macrodorcas binervis continentalis
Macrodorcas binervis continentalis es una subespecie de coleóptero de la familia Lucanidae.

## Distribución geográfica
Habita en Sichuan (China).